# Ministerio de la Presidencia (Colombia)
El Ministerio de la Presidencia fue un Departamento Administrativo de la República de Colombia creado en 2014, bajo la presidencia de Juan Manuel Santos, aunque no tuvo ley orgánica. Su creación generó una gran polémica en razón a la falta de competencia del Presidente para crear Ministerios sin previa autorización legal. Sin perjuicio de lo anterior, se disiparon las dudas cuando se le explicó a la jurisdicción que no había existido una creación indebida, sino que por el contrario, se trataba de un mero cambio de nomenclatura.
En cumplimiento de la Ley 489 de 1998 esta dependencia conforma a la Presidencia de la República como la entidad que le asiste al jefe de Estado en sus funciones cómo tal. Es importante decir que el Ministerio de la Presidencia fue disuelto para llamarse Ministerio de Gobierno que cumple las mismas funciones.
Su labor prescrita por ley consistía en brindar apoyo al Presidente de la República, servir como enlace entre la Presidencia y los otros poderes del Estado, la sociedad civil y los distintos ministerios. Fue disuelto en abril de 2016.

## Lista de ministros
| Periodo     | Ministro (a)             |
| ----------- | ------------------------ |
| 2014 - 2015 | Néstor Humberto Martínez |
| 2015 - 2016 | María Lorena Gutiérrez   |

- Datos: Q20829835